# 마가 (전한)
마가(馬嘉, ? ~ ?)는 전한 말기의 관료로, 자는 차군(次君)이며 태산군 사람이다.

## 행적
수화 2년(기원전 7년), 우부풍에 임명되었으나, 이듬해에 면직되었다.

## 출전
- 반고, 《한서》 권19하 백관공경표 下

| 전임 범륭 | 전한의 우부풍 기원전 7년 ~ 기원전 6년 | 후임 사요 |